# Jean-François Durande
Jean-François Durande (Dijon, 1732 — Dijon, janeiro de 1794) foi um médico e botânico francês.